# Kasai (municipiu)

Kasai (加西川市 Kasai-shi?) este un municipiu din Japonia, prefectura Hyōgo.